# NGC 6352
إن جي سي 6352 (NGC 6352، المعروف أيضا باسم كالدويل 81) هو عنقود مغلق في جنوب كوكبة المجمرة. ويجب استعمال تلسكوب بفتحة 15 سنتيمتر (5.9 بوصة) للتفريق بين نجوم هذا العنقود الفضفاضة.